# P521 Freja
P521 Freja er det andet patruljefartøj i Diana-klassen og er bygget til at patruljere i det danske territorialfarvand. Skibet er navngivet efter den nordiske frugtbarhedsgudinde Freja. Freja er, ligesom alle sine søsterskibe, bygget på Faaborg Værft. Skibet blev navngivet ved en ceremoni på Flådestation Korsør af general Jesper Helsø, Forsvarschefen.
Skibet er det femte skib der bærer navnet Freja i dansk tjeneste:
- Freya (fregat, 1795-1807)
- Freya (fregat, 1824-1853)
- Freya (hjuldamper, 1864-1864)
- A541 Freja (opmålingsskib, 1939-1967)
- P521 Freja (patruljefartøj, 2008-)